# Geoglobus
Die Gattung Geoglobus ist ein hyperthermophiler Vertreter der Familie Archaeoglobaceae innerhalb der Methanobacteriota (syn. Euryarchaeota).
Sie umfasst zwei Arten: Die erste (Typusart), G. ahangari, wurde 2002 aus dem hydrothermalen System des Guaymas-Beckens tief im Golf von Kalifornien isoliert. Als Hyperthermophile wächst sie am besten bei einer Temperatur von 88 °C, sie kann nicht bei Temperaturen unter 65 °C oder über 90 °C wachsen. Sie besitzt eine S-Layer-Zellwand und ein einzelnes Flagellum. G. ahangari ist ein Anaerobier, das schlecht lösliches Eisen (III) (Fe3+) als terminalen Elektronenakzeptor verwendet. Die Art kann entweder autotroph mit Wasserstoffgas (H2) oder heterotroph mit einer großen Zahl organischer Verbindungen (darunter mehrere Arten von Fettsäuren) als Energiequelle wachsen. G. ahangari war das erste isolierte Archaeon, das Wasserstoffgas in Verbindung mit Eisenreduktion als Energiequelle nutzen konnte, und der erste isolierte Anaerobier, der langkettige Fettsäuren als Energiequelle nutzen konnte.
Eine zweite Art wurde 2009 als G. acetivorans beschrieben, die ebenfalls Eisen als terminalen Elektronenakzeptor verwendet.

## Systematik
Die hier angegebene Taxonomie basiert auf folgenden Quellen:
- (L) – List of Prokaryotic names with Standing in Nomenclature (LPSN)[3]
- (N) – National Center for Biotechnology Information (NCBI)[4]
- (G) – Genome Taxonomy Database (GTDB).[5]

Die unter Einbeziehung von Metagenomik-Daten erstellte GTDB teilt etliche der Gattungen und Spezies aus der herkömmlichen Systematik der Archaeoglobaceae auf, teilweise einschließlich des Stammes SBH6.
Referenzstämme sind durch ein hochgestelltes T (englisch type) gekennzeichnet. Stand: 21. April 2025.
Gattung Geoglobus Kashefi et al. 2002
- Spezies Geoglobus acetivorans Slobodkina et al. 2009(L,G,N)[2] [Geoglobus sp. SBH6(N), inkl. ehem. Geoglobus acetivorans_A(G)], mit
  - SBH6ᵀ(G,N) (CP087714, ASM3964199v1, SAMN23316877) alias DSM:21716ᵀ, VKM:B-2522ᵀ(N)
– Fundort: Sedimente mariner Hydrothermalquellen, Xiamen, China(N)
  - SBH6:LDL_001 (JADDUK000000000, ASM1516348v1, SAMN16077771; früher zu Geoglobus acetivorans_A)(G)
– Fundort: Sedimente mariner Hydrothermalquellen, Xiamen, China
- Spezies Geoglobus acetivorans_B(G), mit
  - SBH6ᵀ (CP009552, ASM78925v1, SAMN03070125)(G)[6]
– Fundort: Wasser aus einem hydrothermalen Schlot, Mittelatlantischer Rücken, Ashadze-Hydrothremalfeld, 4.100 m Tiefe[6]
- Spezies Geoglobus ahangari Kashefi et al. 2002(L,G,N) [Hyperthermophile str. 234(N), früher Geoglobus ahangari_A(G), inkl. Archaeoglobi archaeon isolate M_MetaBat.67] (Typusart),[1] mit
  - 234ᵀ(L,G,N) alias ATCC:BAA-425ᵀ(L,N) und JCM:12378(N) (CP011267)
– Fundort: marine Hydrothermalquelle im Guaymas-Becken, Golf von Kalifornien, Mexiko (korrigiert: nicht USA)(N)
  - M_MetaBat.67(G) (JAADIT000000000(N))
– Fundort: Hydrothermaler Tiefsee-Sulfidschlot, Ostpazifischer Rücken
  - SpSt-97(N) (früher zu  Geoglobus ahangari_A)
– Fundort: Great Boiling Spring, Nevada[7][8][9](N)[10]

- Spezies Geoglobus sp002494725(G) [Geoglobus sp. UBA235(N), Geoglobus sp. UBA232(N), Archaeoglobaceae archaeon isolate JdFRolivine-10(N)], mit
  - UBA235ᵀ(G) (DACG00000000(N))
– Fundort: Metagenom aus marinem Sediment im Pazifik
  - UBA232(G) (DAZK00000000(N))
– Fundort: Metagenom aus marinem Sediment im Pazifik
  - JdFRolivine-10(G) (SETC01000001 – SETC01000056(N))
– Fundort: Olivin-Biofilm unter dem Meeresboden, Bohrloch 1301A an der Ostflanke vom Juan-de-Fuca-Rücken (JdFR), Pazifik
- Spezies Geoglobus sp015522195(G) [Geoglobus sp. isolate S139_78_esom(N)], mit
  - S139_78_esomᵀ(G) (WAMS00000000(N))
– Fundort: Metagenom aus einer Lagerstätte (deposit) von Hydrothermalquellen der Tiefsee im Pazifik
  - 128-326_maxbin2_scaf2bin.077(G) (JALUUC000000000(N))
– Fundort: Metagenom aus marinen Hydrothermalquellen im Lau-Becken (Lau Basin[11][12])

- Spezies Geoglobus sp015523645(G) [Geoglobus sp. isolate S009_8(N)], mit
  - S009_8ᵀ(G) (WAJY00000000(N))
– Fundort: Metagenom aus Legerstätten an Tiefsee-Hydrothermalquellen im Pazifik
- Spezies Geoglobus sp027019885(G) [Geoglobus sp. isolate 128-326_metabat2_scaf2bin.087(N)], mit
  - 128-326_metabat2_scaf2bin.087ᵀ (JALUWC000000000)
– Fundort: Metagenom aus marinen Hydrothermalquellen im Lau-Becken (Lau Basin[11][12])

- Spezies Geoglobus sp. AF1T1440(N) (FM242725)
– Fundort: Anreicherungskultur von einer Hydrothermalquelle, Mittelatlantischer Rücken
- Spezies Geoglobus sp. AF1T2020(N) (FM242726)
– Fundort: Anreicherungskultur von einer Hydrothermalquelle, Mittelatlantischer Rücken
- Spezies Geoglobus sp. AF2T1421(N) (FM242728)
– Fundort: Anreicherungskultur von einer Hydrothermalquelle, Mittelatlantischer Rücken
- Spezies Geoglobus sp. AF2T819(N) (FM242727)
– Fundort: Anreicherungskultur von einer Hydrothermalquelle, Mittelatlantischer Rücken
- Spezies Geoglobus sp. SN4(N) (GU070615)
– Fundort: Thermalquelle, Xiamen, China

## Viren
Folgende Geoglobus-Arten infizierende Viren wurden offiziell bestätigt (ICTV-Stand MSL#40.1, März 2025):
Familie Thalassapleoviridae, Gattung Geogavirus
- Geoglobus acetivorans pleomorphic virus 1 (GacPV1)
Wirt: Geoglobus acetivorans SBH6
Spezies: Geogavirus atlanticense

- Geoglobus ahangari pleomorphic virus 1 (GahPV1)
Wirt: Geoglobus ahangari 234
Spezies: Geogavirus guaymasense

## Weiterführende Literatur
- H. Huber, Karl Otto Stetter: Bergey's Manual of Systematic Bacteriology, Volume 1: The Archaea and the deeply branching and phototrophic Bacteria. Hrsg.: David R. Boone, David R; Castenholz, W. Richard; George M. Garrity. 2. Auflage. Springer Verlag, New York 2001, ISBN 978-0-387-98771-2, Family I. Archaeoglobaceae fam. nov. Stetter 1989, 2216 (englisch, archive.org).
- Karl Otto Stetter: Bergey's Manual of Systematic Bacteriology, Volume 3. Hrsg.: J. T Staley, M. P. Bryant, N. Pfennig, J. G. Holt. 1. Auflage. The Williams & Wilkins Co., Baltimore 1989, Group II. Archaeobacterial sulfate reducers. Order Archaeoglobales (englisch).

### Benutzte Literatur
- K. Kashefi, E.&nbsop;S. Shelobolina, W. C. Elliott, D. R. Lovley: Growth of Thermophilic and Hyperthermophilic Fe(III)-Reducing Microorganisms on a Ferruginous Smectite as the Sole Electron Acceptor. In: Applied and Environmental Microbiology. 74. Jahrgang, Nr. 1, 2. November 2007, S. 251–258, doi:10.1128/AEM.01580-07, PMID 17981937, PMC 2223214 (freier Volltext) – (englisch).
- Michael Manzella, Gemma Regura, Kazem Kashefi: Extracellular Electron Transfer to Fe(III) Oxides by the Hyperthermophilic Archaeon Geoglobus ahangari via a Direct Contact Mechanism. In: American Society for Microbiology. 79. Jahrgang, Nr. 15, 31. Mai 2013, S. 4694–4700, doi:10.1128/AEM.01566-13, PMID 23728807, PMC 3719510 (freier Volltext), bibcode:2013ApEnM..79.4694M (englisch).